# Hovig Demirčjan
Hovig Demirčjan (grč. Χόβιγκ Ντεμιρτζιάν, jerm. Հովիկ Դեմիրճյան, Յովիկ Տէմիրճեան; Nikozija, 3. januar 1989) kiparski je pevač jermenskog porekla. Hovig će predstavljati Kipar na izboru za Pesmu Evrovizije 2017. sa pesmom Gravity.

## Diskografija

### Singlovi
- -{Den mou milas alithina (2009)
- Ksana (2010)
- Goodbye (2010)
- Ekho ya mena (2013)
- Stone in a River (2015)}-
- (2017)

## Spoljašnje veze
- Hovig Demirčjan na mreži Fejsbuk
- Hovig Demirčjan на веб-сајту  (језик: енглески)